# Street Fighter: Legacy
Street Fighter: Legacy là một bộ phim hành động ngắn do người hâm mộ quay dựa theo game đối kháng nổi tiếng Street Fighter của Capcom.
Hãng phim Streetlight Films chịu trách nhiệm sản xuất, đồng đạo diễn bởi Joey Ansah và Owen Trevor, sản xuất bởi Jacqueline Quella, Jon Foo trong vai Ryu,Christian Howard vào vai Ken, và Ansah tự đóng Akuma. Cả Ansah và Howard đều viết kịch bản cho phim.
Bộ phim được phát hành trên mạng ngày 6 tháng 5, năm 2010.

## Nội dung
Bộ phim bắt đầu khi Ryu tỉnh dậy vì gặp Akuma trong ác mộng. Trong lúc anh đang đi trong rừng, Ryu bị một người lạ mặt theo dõi mà được biết đó là Ken Masters, người bạn cũ của Ryu và cũng là bạn đồng hành của anh. Cả hai lao vào trận chiến quyết liệt và sử dụng các chiêu thức của họ như Hadōken, Shoryuken, Tatsumaki Senpū Kyaku cả ngày và đêm mưa. Bộ phim kết thúc khi hai người lao vào không trung và chuẩn bị đá.

## Diễn viên chính
- Jon Foo vào vai Ryu
- Christian Howard vào vai Ken Masters
- Joey Ansah vào vai Akuma